# Demografia de Santa Lúcia
Estima-se que em 2007 a população da Ilha Santa Lúcia era de 168 312.

## Etnias
Sua população é formada por 90,5% de Afro-americanos, 5,5% de euroafricanos, 3,2 % de indianos, 0,8% de europeus meridionais.

## Religião
Cerca de 96% da população é cristã, sendo 78% formada por católicos e 21% por protestantes.